# Paisatge agrícola del sud d'Öland
El paisatge agrícola del sud d'Öland, també conegut com a Stora alvaret, és un gran altiplà format per pedra calcària que abasta 56.000 hectàrees, situat a l'illa d'Öland, a Suècia. A conseqüència de la fina capa de sòl i els alts nivells de pH, presenta un gran assortit de vegetació, incloent nombroses espècies rares. Ha estat designat com a Patrimoni de la Humanitat per la UNESCO per l'extraordinària biodiversitat present al lloc, la seva prehistòria, així com per la seva manera com l'ésser humà s'ha adaptat a les condicions naturals. La superfície d'aquesta formació representa la major extensió d'aquest tipus a Europa i comprén una quarta part de la superfície de l'illa. A Stora alvaret també hi ha presència d'arbres, al contrari d'una errònia creença generalitzada; de fet, alberga una varietat d'arbres raquítics semblants a un bosc nan. Aquest paisatge anomenat de vegades el Gran Alvar, és una zona en forma de daga de gairebé 40 quilòmetres de llarg i al voltant de 10 quilòmetres en el seu extrem septentrional més ample.

## Orígens geològics
La plana de calcària va ser creada per l'acció glacial anterior a l'edat del gel. La formació de calcària pròpiament dita es va formar fa uns 500 milions d'anys a la zona del mar més al sud. Gradualment va anar endurint-se fins a convertir-se en pedra calcària i derivà cap al nord. Així, la pedra calcària de Stora alvaret conté un ric registre fòssil d'algunes criatures marines que van contribuir-hi, com per exemple Orthoceras, que es troba en algunes estructures geomorfològiques a l'illa.

## L'humà prehistòric
L'assentament paleolític més conegut és el d'Alby, situat a la costa est de l'illa, on les excavacions han revelat vestigis de cabanes de fusta al voltant d'un petit llac prehistòric. Foren trobats diversos objectes que evidencien ossos, martes, foques i focènids, però també revelen tecnologies de caça i recol·lecció pel descobriment de llances d'os, arpons de cornamenta d'ant i sílex.

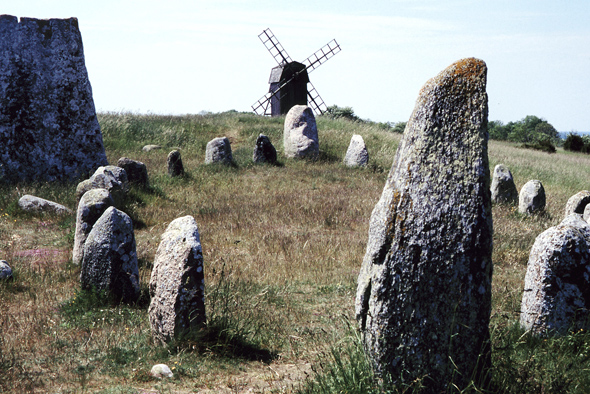
Vestigi arqueològic amb pedres verticals que formen una nau de pedra vikinga

Tanmateix s'hi han descobert evidències de ringforts (estructures fortificades circulars) d'èpoques posteriors, com el lloc conegut com a Eketorp. Durant l'edat del bronze i la primera part de l'edat del ferro, les limitades espècies d'arbres de Stora alvaret i els seus marges van patir una pressió extrema. Jannson suggereix que aquesta desaparició d'arbres va causar una misteriosa desaparició dels humans al voltant de l'any 500 aC, documentada a Eketorp i altres llocs. Es creu que va provocar que la població humana en expansió pogués haver excedit la capacitat de càrrega d'aquest lloc. Més tard, al voltant dels anys 800 a 1000 van aparèixer diversos assentaments vikings a la perifèria.

## Ecologia

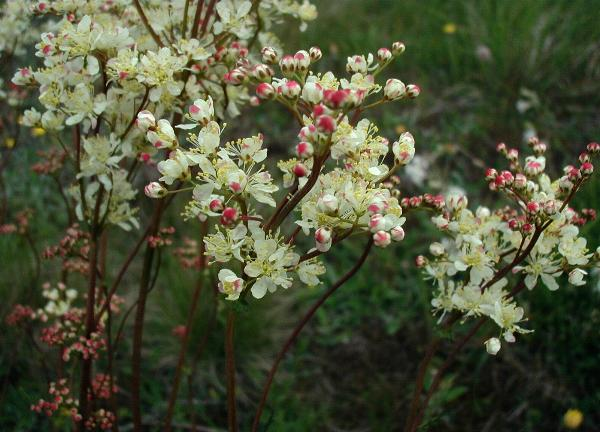
Planta de filipèndules que es troba a Stora Alvaret

El primer estudi científic documentat del biota de Stora alvaret es va dur a terme l'any 1741, amb la visita de Carl von Linné que va escriure sobre aquest ecosistema tan inusual: «És destacable com algunes plantes són capaces de prosperar en els llocs més secs i àrids de l'Alvar». Algunes espècies relictes de l'època glacial es poden trobar en la diversitat de flora de Stora Alvaret. En l'ecosistema de paviment de calcària es troben una àmplia varietat de flors silvestres i altres plantes. Algunes de les espècies que poden trobar-s'hi són el crespinell, Filipendula vulgaris, Artemisia oelandica (endèmica d'Öland), Dasiphora fruticosa, orquídies i vicies. La major part d'aquestes flors silvestres floreixen de maig fins al juliol.
Es troben també nombroses herbes en aquest alvar, incloent civada i Festuca ovina; com podria esperar-se de l'aparició d'orquídies, molts fongs creixen en el paisatge agrícola del sud d'Öland com Hygrocybe persistens i Lepiota alba. Encara que l'alvar aquí és conegut per les seves condicions de sequedat severes, hi ha alguns aiguamolls estacionals i vernal pools, notablement la zona de llacuna vestigial al nord-oest del poble d'Alby.

## Logística pràctica
Stora alvaret està limitada en l'est, oest i sud per una autopista de dos carrils perimetral pública que circumval·la tota l'illa. En diverses latituds hi ha carreteres menys reformades, que travessen directament Stora alvaret. Petits pobles com Stora Vickleby, Gettlinge, Grönhögen, Hulterstad, Alby, Triberga i Vället queden en el límit de Stora alvaret al llarg de l'autopista perimetral. Hi ha pobles més petits i en menor nombre dins de l'extensió de alvar en si: Mockelmossen, Solberga i Flisas, per exemple. Alguns dels antics pobles estan totalment deserts tals com Dröstorp. En l'extrem sud de Stora alvaret queda Ottenby, una granja de caça reial històrica i avui reserva natural.